# Степова, Валентина Анатольевна
Валентина Анатольевна Степова (род. 13 июня 1963 года, Полонное, Хмельницкая область, УССР, СССР) — оперная певица, лирическое сопрано. Народная артистка Украины (1999).

## Биография
Родилась 13 июня 1963 года в городе Полонное Хмельницкой области, УССР. Родители — Анатолий Леонтьевич и Людмила Варфоломеевна Стельмахи.

## Образование
Окончила:
- Полонянскую музыкальную школу по классу скрипки (1978).
- Факультет хорового дирижирования Хмельницкого музыкального училища[укр.](1982)
- вокальный факультет Киевской государственной консерватории им. П. И. Чайковского, класс Евгении Мирошниченко.

## Творческая деятельность
- 1982—1983 гг. — артистка хора в Ансамбле песни и танца «Подолянка»;
- 1988—1993 гг. солистка оперной студии при Киевской консерватории. Дебютировала на сцене в партии Розины в опере Дж. Poссини «Севильский цирюльник»;
- 1991 первая зарубежная гастрольная поездка (Аляска, США);
- 1993 — солистка Национальной оперы Украины.

Исполненные партии:
в операх:
- - В.А. Моцарта «Дон Жуан» (Церлина)
  - Дж. Верди «Травиата» (Виолетта)
  - Дж. Пуччини «Богема» (Мюзетта)

в опереттах:
- - И. Штрауса «Летучая мышь» (Адель)
  - И. Кальмана «Фиалка Монмартра» (Виолетта).
- 1993 — первый сольный концерт в Национальной oпepе Украины в сопровождении Национального оркестра народных инструментов Украины[укр.] под управлением народного артиста Bиктopa Гуцала;
- Гастроли за рубежом (Канада, США, Аргентина, Бразилия, Парагвай, Франция, Греция, Австрия);
- 1997 — сольный концерт в одном из лучших концертных залов Вены (Австрия) «Концертхауз»;
- 1998 первый компакт-диск — «Арии из опер» (издано в Германии);
- 2002 — сольный концерт «В объятиях вечной музыки» в Национальном дворце искусств «Украина», в сопровождении оркестра «Камерата» (дирижёр— заслуженный деятель искусств Украины Владимир Сиренко) и рок-группы «Галактика»;
- 2003 — новая концертная программа «Жизнь моя» (украинские песни и произведения современных композиторов);
- 2008 — 25-летие творческой деятельности
  - 28 мая в Национальном доме органной и камерной музыки в сопровождении симфонического оркестра Тернопольской областной филармонии (дирижёр Мирослав Криль)
  - 18 июня в Международном центре культуры и искусств (Октябрьский дворец) программа «Волшебное ожерельеце». Часть 1. (укр. «Чарівне намистечко»)[3];
- с 2004 г. возглавляет кафедру эстрадного пения в Киевской муниципальной академии эстрадного и циркового искусства[4].

## Награды
- 1989 — лауреат телеконкурса «Новые имена»;
- 1991 — дипломант Международного конкурса оперных исполнителей им. Саломеи Крушельницкой;
- 1995 — «Заслуженная артистка Украины»[5]
- 1997 — пpeмия имени Григория Сковороды;
- 1998 — победитель Всеукраинской акции «Золотая фортуна» в номинации «Звезда Украинской оперы»;
- 1998 — диплом «Шлягер года» (укр. «Шлягер року») — за особый вклад в популяризацию классической музыки;
- 1999 — «Народная артистка Украины» — указом Президента Украины  № 1389 от 25 октября 1999 г. «за значительный личный вклад в развитие национального оперного искусства, высокий профессионализм»[2].